# Magistra Hersend
Magistra Hersend, auch Hersend oder Magistra Hersend Physica genannt (bl. 1249–1259, Paris), war eine französische Chirurgin, die 1249 König Ludwig IX. auf dem sechsten Kreuzzug, der nach unterschiedlicher Zählweise in Frankreich und England auch als siebter Kreuzzug gilt, begleitete. Sie ist eine von zwei Frauen, die als königlicher Arzt oder Chirurg genannt werden, die andere Frau ist Guillemette du Luys.
Hersend diente nicht nur dem König, sondern war auch für die Königin Margarete von der Provence und die weiblichen Angehörigen des Lagers verantwortlich.
Aus einer Urkunde, ausgestellt im Jahr 1250 in Akkon, geht hervor, dass König Ludwig ihr eine Leibrente für ihre Dienste im wundärztlichen Bereich gewährte.
Nachdem sie zurück in Paris war, heiratete Magistra Hersend den königlichen Apotheker namens Jacques und ließ sich in einem Haus in Paris nieder. Der Kaufakt von 1259 ist erhalten geblieben. Nach diesem Datum gibt es keinen Hinweis mehr auf Magistra Hersend.

## Moderne Rezeption
Judy Chicago widmete Magistra Hersend eine Inschrift auf den dreieckigen Bodenfliesen des Heritage Floor ihrer Installation The Dinner Party. Die mit dem Namen Hersend beschrifteten Porzellanfliesen sind dem Platz mit dem Gedeck für Hildegard von Bingen zugeordnet.